# Margattea paraceylanica
Margattea paraceylanica är en kackerlacksart som beskrevs av Roth, L. M. 1989. Margattea paraceylanica ingår i släktet Margattea och familjen småkackerlackor. Inga underarter finns listade i Catalogue of Life.